# Lone Poulsen
Lone Poulsen (født 1955) var medlem af det danske kvindeband Shit & Chanel (1974 – 1982) primært som bassist, guitarist og producer. Booker for Shit & Chanel – herunder ansat på Aarhus Musikkontor i 70'erne. Hun forlod Shit & Chanel i 1982 og dannede egne bands, pladestudie og musikforlag.
Hun er konservatorieuddannet fra Det Jyske Musikkonservatorium i 1977. Senere uddannet klaverstemmer/instrumentmager i 1990 fra Hornung & Møller Service. Lone Poulsen er også producer, musikskolelærer, sangskriver og healer. Hun er sønderjyde.